# Morena

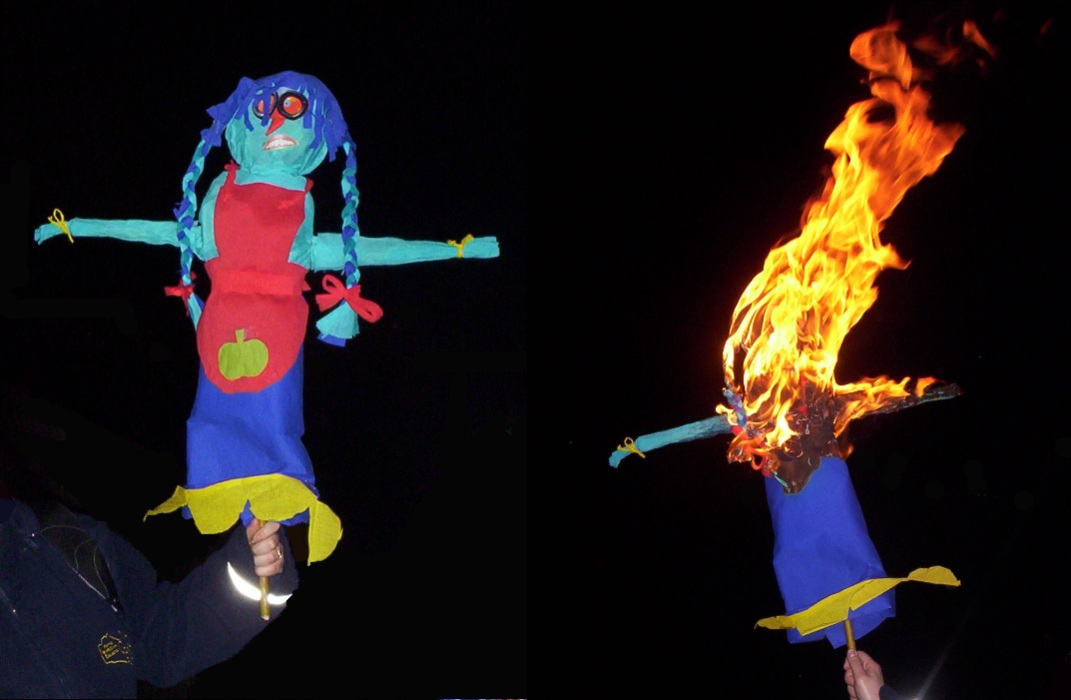
Moderne Morena aus Polen

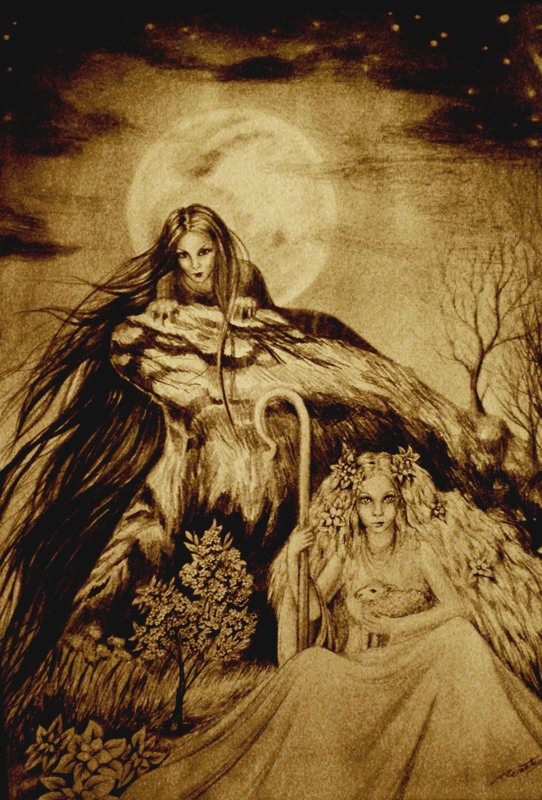
Morena und Vesna

Marena (auf Russisch), Marzanna (auf Polnisch), Morė (auf Litauisch), Mara (auf Ukrainisch), Morana (auf Tschechisch, Slowenisch und Serbokroatisch), Morena (auf Slowakisch und Mazedonisch) oder Mora (auf Bulgarisch) ist eine weibliche Gottheit der slawischen Mythologie, die Frühling und Fruchtbarkeit bringt, aber auch mit Winter, Nacht und Tod assoziiert wird.
Als junges Mädchen heißt diese Göttin Mara. Sie ist Tochter des slawischen Donnergottes Perun und der Göttin Mokosch. In der slawischen Mythologie vereinigt sie sich jeden Frühling mit ihrem Bruder Jarilo (Sonne auf alt Russisch), der aus der Ferne kommt, und entfesselt dadurch die Fruchtbarkeit. Jarilo ist jedoch als Ehemann untreu, was Mara tief verletzt, und sie bittet ihre Brüder, ihren untreuen Mann zu töten. Daraufhin verwandelt sie sich in die alte verdorrte Gestalt, die am Abend der Frühlings-Tag-und-Nacht-Gleiche mit Verbrennungen und ähnlichen Ritualen verabschiedet wird.
Ihre Tiergestalt ist der Kuckuck.
In einigen Orten Ostmitteleuropas wird alljährlich eine in ein altes Kleid gekleidete Strohpuppe, die Morena, in einer Prozession umhergetragen und anschließend verbrannt oder ins Wasser geworfen. Dadurch soll der Winter ausgetrieben werden. Als Gegengewicht zu Morena gilt eine mit buntem bzw. lebendigem Material geschmückte Rute oder auch ein Bäumchen.
Der polnische Chronist Jan Długosz beschrieb den Brauch am Ende des 15. Jahrhunderts und identifizierte Morena mit Ceres, der römischen Göttin der Landwirtschaft. Es gibt jedoch keine Belege, dass eine Göttin dieses Namens in vorchristlicher Zeit verehrt worden wäre.